# Martirologium

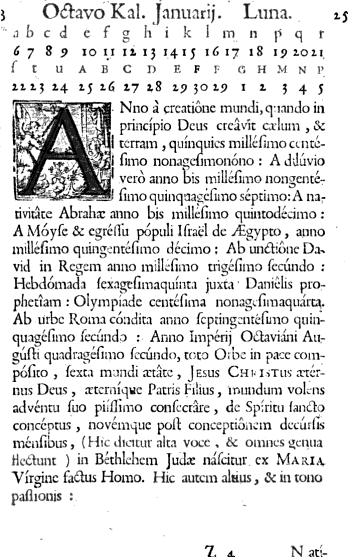
Egy lap a római martirologium 1725-ös kiadásából

Martirologium, magyarosan martirológium  (gör. 'vértanúk jegyzéke', latinul: martyrologium) liturgikus célra készült naptár a vértanúk halála alapján. 

## Leírása
A martirologium kezdetben rövid kalendárium volt egy-egy város vagy település használatára, amely napról napra közölte az ünnepelt vértanú nevét. Eleinte pusztán Calendarium Martyrum volt, mert csakis a vértanú nevét említette meg. Később hozzácsatolták a vértanúk életrajzi adatait más szentekével együtt, akik nem szenvedtek vértanúságot (pl. hitvallók, püspökök). Az első római martirologium a Chronograph a 354. évből, amely a vértanúk sírjának helyét is megadja. Keleten az első ismert martirologium a Breviarium Syriacum, amely 411-ben Edesszában készült, és egy korábbi görög martirologium szír átdolgozása.
Az első önálló nyugati martirologium az 5. század közepén, Észak-Itáliában készült több korábbi martirologium összedolgozásából, és Szent Jeromosnak tulajdonították. A 8. századtól megjelentek a hosszabb, ún. történeti martirologiumok, amelyek rövid történeteket is közöltek a vértanúk, ill. a listában fokozatosan helyet kapó egyéb szentekről. Az ilyen munka Beda Venerabilisé, ennek továbbfejlesztése a lyoni martirologium és Florus diákonus martirologiuma. Szintén Bedára alapul Prümi Wandalbert verses martirologiuma. Vienne-i Ado művének rövidítése a 875-ös St-Germaini Usuard martirologiuma. Ez alapján készült XIII. Gergely pápa megbízásából G. Sirletus bíbíboros és Caesar Baronius által készített római martirologium, amely 1584-ben a katolikus egyházban kizárólagossá is vált. 1613-ban Heribert Rosweid kibővítve adta ki Antwerpenben. Nevezetesebb új kiadása volt 1748-ban, majd 1922-ben, 1956-ban pedig átdoldolgozták.
Az ortodox kereszténységben a martirologiumnak tulajdonképpen a menologion (hónaplajstrom) felel meg.